# Christa Niesel-Lessenthin
Christa Niesel-Lessenthin (* 28. Dezember 1879 in Breslau, Provinz Schlesien; † 25. November 1953 in Konstanz) war eine schlesische Publizistin.

## Leben
Christa Lessenthin wuchs in Breslau und Obernigk in Schlesien auf, ihr Vater war wahrscheinlich der Kaufmann und Redakteur Berthold Lessenthin.
Sie erhielt Ausbildungen im dramatischen Gesang und in der Krankenpflege. Seit 1904 publizierte sie einige Gedichte.
Um 1908 heiratete sie den Rechtsanwalt Dr. Adolf Niesel und lebte mit ihm in Friedland in Oberschlesien. 1910 (oder 1919?) bekam sie in Neumarkt ihren einzigen Sohn Berto Niesel-Lessenthin, der später Agrarwissenschaftler wurde.
Seit 1926 gestaltete Christa Niesel-Lessenthin regelmäßige Büchersendungen für die neue Schlesische Funkstunde.
1930 war sie in Rom bei Benito Mussolini zur Audienz und berichtete danach detailliert darüber. Die Hintergründe sind unbekannt, sie lobte ihn mehrfach in dem Gespräch, fragte aber auch kritisch nach dem fehlenden Frauenwahlrecht in Italien.
Von Ende 1932 ist ihre letzte Büchersendung bekannt. Danach lebte sie weiter in Breslau und hielt Vorträge zu literarischen Themen. 1934 und 1935 publizierte sie zwei Bücher.
Nach 1944 siedelte Christa Niesel-Lessenthin nach Westdeutschland über. Dort verfasste sie einige Literatursendungen für den Südwestfunk.
Von ihr sind einige Briefe sowie ein Porträtrelief erhalten.

## Publikationen
Gedichte
- Drei Gedichte in Nord und Süd, 110, 1904, S. 77f.
- Dem Leben Heil! Jauer i. Schl. 1908, 82 Seiten,  Gedichte, als Christa Lessenthin
- Beethoven, Sprechchor, 1927[6]

Vertonte Gedichte
- Der Brummer, Wohin du gehst, Geheimnis der Fernen, Menschen gibt's, die wie die Sonne sind, Wir sind die Kinder der schönen Frühlingszeit durch Hans Krieg[7]
- Das Mäuschen durch Paul Mittmann[8]

Radiosendungen
- Es ist das Heil uns kommen her, Weihnachtsspiel, gesendet in der Funkstunde Breslau am 22. Dezember 1927 und 24. Dezember 1928 live ohne Aufzeichnung[9]

Weitere Schriften
- Siebenbürgisches Schrifttum, 1934
- Schlesische Dialektdichtung unserer Zeit, 1935

Büchersendungen
Christa Niesel-Lessenthin gestaltete mindestens 25 Stunden mit Büchern in der Schlesischen Funkstunde von 1926 bis 1932. Sie war in dieser Sendereihe die einzige Frau. Die vorgestellten Bücher waren meist konventionell und sind heute weitgehend unbekannt, eine Ausnahme mit etwas bekannteren Autoren war
- 10. Januar 1929 mit Leo Perutz Wohin rollst Du, Äpfelchen, Gertrud von le Fort Das Schweißtuch der Veronika, und Romanen von Wilhelm Speyer, Karl Figdor, Francis de Miomandre, Arthur Wehrlin, Pierre Benoit,  Willy Reese, Joseph Delmont und Otto Rudorff[10]

Wohin du gehst
Wir schreiten durch den gelben Sand

Vorbei am reifenden Getreide

Feldblumen ich an meinem Kleide

Du ein paar Blüten in der Hand

In blauer Luft folgt unserm Schritt

Der Häher und die Mandelkrähe

Ich spüre selig deine Nähe ...

Wohin du gehst – da geh ich mit !